# Doljani, Bihać
Doljani so naselje v občini Bihać, Bosna in Hercegovina. 

## Deli naselja
Doljani, Donje Selo, Kokoti, Luke, Međe, Međugorje, Pilipovići in Pratnice. 

## Prebivalstvo
| Pregled števila prebivalcev po letih | Pregled števila prebivalcev po letih | Pregled števila prebivalcev po letih | Pregled števila prebivalcev po letih | Pregled števila prebivalcev po letih | Pregled števila prebivalcev po letih |
| ------------------------------------ | ------------------------------------ | ------------------------------------ | ------------------------------------ | ------------------------------------ | ------------------------------------ |
| 1948                                 | 1953                                 | 1961                                 | 1971                                 | 1981                                 | 1991                                 |
| -                                    | -                                    | -                                    | 440                                  | 261                                  | 154                                  |

| Narodna sestava prebivalstva po letih                                                                                    | Narodna sestava prebivalstva po letih                                                                                       | Narodna sestava prebivalstva po letih                                                                                    |
| --- | --- | --- |
| 1971 | 1981 | 1991 |
| . skupaj: 440 Srbi 440 (100 %) Hrvati 0 (0,00 %) Muslimani 0 (0,00 %) Jugoslovani 0 (0,00 %) drugi in neznano 0 (0,00 %) | . skupaj: 261 Srbi 239 (91,57 %) Hrvati 0 (0,00 %) Muslimani 0 (0,00 %) Jugoslovani 22 (8,42 %) drugi in neznano 0 (0,00 %) | . skupaj: 154 Srbi 154 (100 %) Hrvati 0 (0,00 %) Muslimani 0 (0,00 %) Jugoslovani 0 (0,00 %) drugi in neznano 0 (0,00 %) |